# メキシコ第一帝政

メキシコ帝国
Imperio Mexicano (スペイン語)

国の標語: Religión, Independencia, Unión（スペイン語）
信仰、独立、連合
メキシコ帝国の位置

メキシコ帝国（メキシコていこく、スペイン語: Imperio Mexicano）は、スペインから独立後のメキシコの1821年から1823年までの君主制下の国号である。メキシコ帝国の領土はヌエバ・エスパーニャ本土の大陸の管轄地や各州を含んでいた（旧グアテマラ総督領の領土を含んでいた）。
間もなくメキシコは共和制を宣言したが、メキシコ第二帝政期に君主制に復帰した。そのため、メキシコ第一帝政とも呼ぶ。

## 歴史

メキシコ帝国摂政旗（1821年-1822年）

1821年9月28日の独立宣言の後、メキシコ議会の意向は、スペイン国王フェルナンド7世をメキシコ皇帝に迎え、両国が独自の立法府を有し別々の法律により統治される同君連合を樹立するというものであった。万一国王が帝位を拒絶した場合には、ブルボン家の者をメキシコ帝位に迎えるべき旨が法定されていた。しかし、フェルナンド7世は独立を承認せず、スペインは他のいかなるヨーロッパの王族がメキシコ帝位につくことも認めない旨を述べた。議会の要請によって、摂政団議長アグスティン・デ・イトゥルビデがメキシコ皇帝だと宣言された。
メキシコ第一帝政は短命で、1822年7月21日から1823年3月19日までのわずか8か月間存続し、アグスティン1世の名でも知られるアグスティン・デ・イトゥルビデがただ一人の皇帝として君臨した。

### 前史
ナポレオン1世が1807年にスペインに侵攻し、兄ジョゼフをスペイン王位につけた結果、スペイン・ブルボン朝を支持するメキシコの保守派や大地主は比較的自由主義的なナポレオンの政策に反対した。かくしてメキシコでは、メキシコの民主化を支持する自由主義者と、戦争以前の状態を復活したブルボン家の君主によるメキシコの統治を支持する保守派との間に予期せぬ同盟が結ばれた。メキシコが独立を達成し、自らの運命を決しなければならないという二つの要素についてだけは意見が一致したのである。
ナポレオン軍の占領下でスペインが厳しい国難にあることに乗じ、カトリック教会のクリオーリョの司祭で進歩的な思想を持つミゲル・イダルゴは1810年9月16日に小さな町ドローレスでメキシコのスペインからの独立を唱えた。この行動が長期戦の口火となり、独立に関する最初の公文書として北アメリカ独立宣言正式決議が1813年にアナワク会議で署名された。やがてスペインからの独立が1821年に正式に承認され、メキシコ第一帝政が誕生することになった。メキシコ独立運動の初期の指導者の多くと同様に、イダルゴは反対勢力に逮捕され、処刑された。
ホセ・マリア・モレロス神父、ビセンテ・ゲレロやアグスティン・デ・イトゥルビデ将軍らがメキシコ独立戦争で頭角を現した。独立戦争は解放軍の部隊が1821年にメキシコシティに入城するまで11年間続いた。かくして、スペインからの独立は1810年に初めて宣言されたが、イグアラ綱領を追認する旨のコルドバ条約が1821年8月24日にベラクルス州コルドバでスペインの副王フアン・オドノフとアグスティン・デ・イトゥルビデとの間で署名されたことによってようやく達成された。
- メキシコ議会の意向は、スペイン国王フェルナンド7世をメキシコ皇帝に迎え、両国が独自の立法府を有し別々の法律により統治される同君連合を樹立するというものであった。万一国王が帝位を拒絶した場合には、ブルボン家の者をメキシコ帝位に迎えるべき旨が法定されていた。しかし、フェルナンド7世は独立を承認せず、スペインは他のいかなるヨーロッパの王族がメキシコ帝位につくことも認めない旨を述べた。
- メキシコのクリオーリョであるアグスティン・デ・イトゥルビデ将軍は当初スペインの王党派のために戦っていたが戦争の終盤で反乱軍に寝返り、同年に、暫定軍事政権の首脳、スペインが一応有する皇帝権力を掌握する摂政団の議長に選ばれた。1822年5月18日の夜に、戦中イトゥルビデに指揮されていたセラヤ連隊に先導された民衆は通りを行進し、首将を帝位に推戴した。

### 成立

メキシコ第一帝国の24個の管轄地

1822年5月19日に、独立議会はイトゥルビデを皇帝に指名した。1822年5月21日に、この指名が正式にはメキシコを統治すべきヨーロッパの君主が見つかるまでの暫定措置であることを確認する布告が発布された。イトゥルビデの正式な称号は「神の摂理と国民議会による、初代メキシコ立憲皇帝」（スペイン語: Por la Divina Providencia y por el Congreso de la Nación, Primer Emperador Constitucional de México）であった。戴冠式は1822年7月21日にメキシコシティで挙行された。議会の党派がイトゥルビデとその政策を厳しく批判し始めたため、皇帝は議会を解散することを10月31日に決定した。後にテキサス独立や米墨戦争の際に大統領を務めることになるベラクルス駐屯地指揮官アントニオ・ロペス・デ・サンタ・アナはこれに激怒した。サンタ・アナとその部隊はイトゥルビデに対して反旗を翻し、12月1日に共和制を宣言した。

### 滅亡
1822年12月に、アントニオ・ロペス・デ・サンタ・アナ、グアダルーペ・ビクトリア両将軍はカサ・マタ綱領を作成し、署名した。これは両将軍その他メキシコの将軍、知事や政府高官らの間に結ばれた、君主制を廃止し、共和制に改める旨の協定であった。12月にメキシコの各州で反乱が起こり始めたが、ベラクルスのサンタ・アナの部隊を除いてすべて帝国軍に鎮圧された。これはサンタ・アナが予め帝国軍指揮官エチャバリ将軍と密約を交わしていたためである。この密約によって、カサ・マタ綱領が1823年2月1日にメキシコ全土に宣言され、エチャバリは寝返った。この綱領はメキシコ第一帝政を承認せず、制憲議会の招集を呼び掛けた。反乱者は提案を各州代表団に送り、綱領への支持を要請した。ちょうど6週間の内に、カサ・マタ綱領がテキサスなどの遠隔地に伝わり、ほぼ全州が綱領を支持した。
各州代表団はカサ・マタ綱領を受諾すると、帝国政府への忠誠を撤回し、各州の独立を獲得した。その結果として、アグスティン・デ・イトゥルビデは首都メキシコシティの外のわずかな支持者や帝国軍の一派とともに孤立した。このため、イトゥルビデは以前廃止していた制憲議会を再設置し、1823年3月19日に退位して国外に亡命した。

## 領土
メキシコ第一帝国は以下の管轄地に区分されていた。
- カリフォルニア
- メヒコ
- ヌエボ・メヒコ
- テキサス
- ヌエバ・ビスカヤ（英語版）
- コアウイラ
- ヌエボ・レイノ・デ・レオン
- ヌエボ・サンタンデール（英語版）
- ソノラ
- サカテカス
- サン・ルイス・デ・ポトシ
- グアナフアト
- ケレタロ
- プエブラ
- グアダラハラ
- オアハカ
- メリダ・デ・ユカタン
- バリャドリッド
- ベラクルス
- グアテマラ
- エルサルバドル
- ホンジュラス
- ニカラグア
- コスタリカ